# (11184) Postma
(11184) Postma est un astéroïde de la ceinture principale.

## Description
(11184) Postma est un astéroïde de la ceinture principale. Il fut découvert le 18 avril 1998 à Kitt Peak par le projet Spacewatch. Il présente une orbite caractérisée par un demi-grand axe de 3,03 UA, une excentricité de 0,16 et une inclinaison de 12,7° par rapport à l'écliptique.

## Compléments